# Atlides gaumeri
Atlides gaumeri is een vlinder uit de familie van de Lycaenidae. De wetenschappelijke naam van de soort werd als Thecla gaumeri in 1901 gepubliceerd door Godman.